# Hemidactylus smithi
Hemidactylus smithi är en ödleart som beskrevs av  George Albert Boulenger 1895. Hemidactylus smithi ingår i släktet Hemidactylus och familjen geckoödlor. IUCN kategoriserar arten globalt som otillräckligt studerad. Inga underarter finns listade i Catalogue of Life.